# Hostim
Hostim är en ort i Tjeckien.   Den ligger i regionen Södra Mähren, i den sydöstra delen av landet, 160 km sydost om huvudstaden Prag. Hostim ligger 388 meter över havet och antalet invånare är 452.
Terrängen runt Hostim är platt. Runt Hostim är det ganska glesbefolkat, med 47 invånare per kvadratkilometer. Närmaste större samhälle är Moravské Budějovice, 7,3 km nordväst om Hostim. Trakten runt Hostim består till största delen av jordbruksmark.